# Усть-Двинский 179-й пехотный полк
179-й пехотный Усть-Двинский полк — пехотная воинская часть Русской императорской армии.

## Формирование полка
- 17.01.1811 г. — образован Рижский внутренний губернский полубатальон.
- 27.03.1811 г. — Рижский внутренний губернский батальон.
- 14.07.1816 г. — Рижский внутренний гарнизонный батальон.
- 13.08.1864 г. — Рижский губернский батальон.
- 14.01.1867 г. — Рижский местный батальон.
- 19.12.1877 г. — переформирован в 4-х батальонный полк. 3-й и 4-й батальоны отделены на формирование 63-го и 64-го резервных батальонов (упразднены 10.08.1878 г.)
- 28.07.1878 г. — батальоны сведены в Рижский местный батальон.
- 31.08.1878 г. — 15-й резервный пехотный кадровый батальон.
- 25.03.1891 г. — Динамюндский резервный пехотный батальон.
- 1.12.1892 г. — 180-й пехотный резервный Динамюндский полк в составе 2-х батальонов.
- 1.01.1898 г. — 179-й пехотный Усть-Двинский полк в составе 4-х батальонов

## Командиры
- 01.01.1898 — 17.01.1901 — полковник Успенский, Константин Павлович
- 26.03.1903 — 01.06.1904 — полковник Тимченко-Рубан, Николай Иванович
- 01.06.1904 — 09.01.1908 — полковник Тунеберг, Николай Фабианович
- 09.01.1908 — 02.11.1911 — полковник Селивачев, Владимир Иванович
- 04.11.1911 — 24.12.1914 — полковник Лукьянов, Николай Иванович
- 24.12.1914 — 29.03.1915 — полковник Катлубай, Эдуард-Орест Густавович
- 1915—1916 — полковник Даценко, Иван Дмитриевич